# Evangelische Kirche Machtlos (Ronshausen)

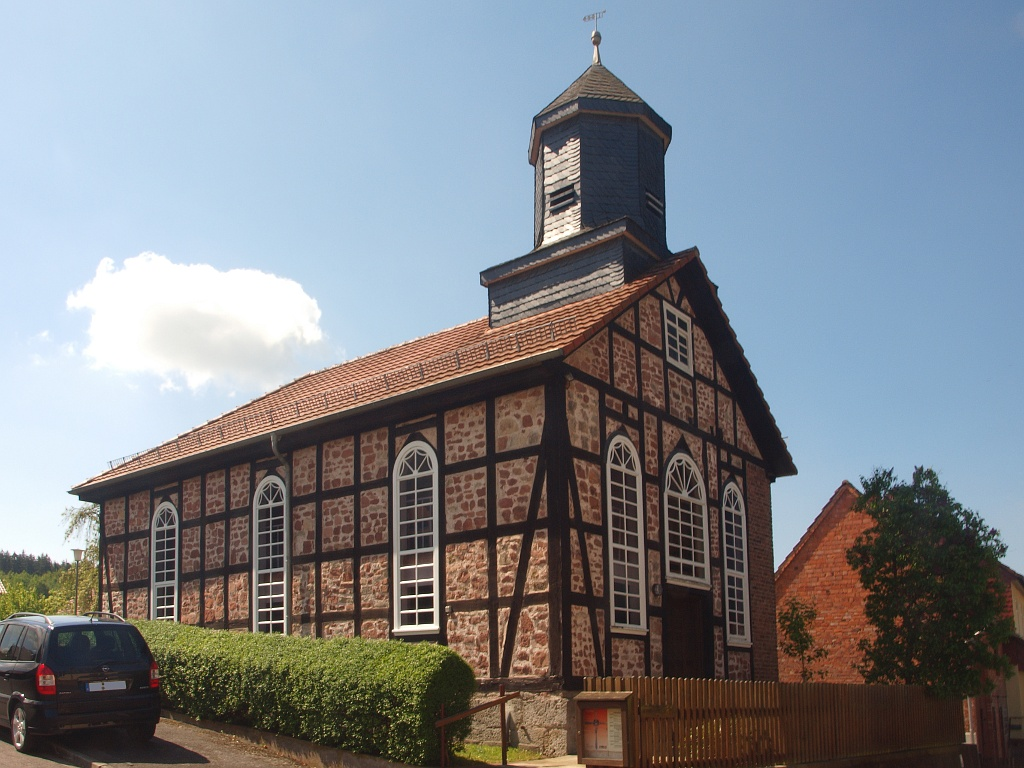
Evangelische Kirche in Machtlos

Die evangelische Kirche Machtlos ist ein denkmalgeschütztes Kirchengebäude, das in Machtlos, einem Ortsteil von Ronshausen im Landkreis Hersfeld-Rotenburg, (Hessen) steht. Die Kirchengemeinde gehört zum Kirchenkreis Hersfeld-Rotenburg im Sprengel Hanau-Hersfeld der Evangelischen Kirche von Kurhessen-Waldeck.

## Beschreibung
1734 wird eine Kirche erstmals erwähnt. Sie musste 1834 wegen Baufälligkeit geschlossen werden. Die Orgel wurde abgebaut und eingelagert. Die neu erbaute klassizistische Fachwerkkirche wurde am 19. Oktober 1851 eingeweiht. Die Orgel wurde 1852 von Friedrich Bechstein wieder aufgebaut. Das Holzfachwerk hat durchgehende Streben und ist mit Bruchsteinen ausgefacht. Auf jeder Längsseite hat sie drei hohe Bogenfenster. Aus dem Satteldach des Kirchenschiffs, das Dach im Osten abgewalmt ist, erhebt sich im Westen ein schiefergedeckter Dachreiter. Im Jahr 1899 wurde die Fassade im Westen erneuert. Der Innenraum mit seiner U-förmigen Empore ist mit einer Flachdecke überspannt. 1942 musste die Kirchenglocke von 1913 zu Kriegszwecken abgeliefert werden. Erst 1958 wurden zwei von der Glocken- und Kunstgießerei Rincker gegossene Glocken wieder aufgehängt. Der Innenraum wurde 1966 neu gestaltet. Die Emporen an den Seiten wurden verkürzt. Der Altar wurde durch einen Tisch ersetzt, die Kanzel wurde abgebaut und die Kirchenbänke wurden mittig angeordnet.